# 京都府道626号野田川加悦線
京都府道626号野田川加悦線（きょうとふどう626ごう のだがわかやせん）は、京都府与謝郡与謝野町を通る一般府道である。

## 概要
与謝郡与謝野町字幾地から与謝郡与謝野町字明石に至る。
未開通区間から終点側の与謝郡与謝野町算所から明石交差点にかけては、かつて京都府道611号（廃止）の一部であった。未開通区間から起点側の野田川町道（当時）と合わせて府道626号として認定された。

### 路線データ
- 起点：与謝郡与謝野町字幾地（幾地交差点、京都府道・兵庫県道2号宮津養父線・京都府道76号野田川大宮線
- 終点：与謝郡与謝野町字明石（明石交差点、国道176号交点、
- 総延長：1.7268 km[1]
- 不通区間：与謝郡与謝野町字三河内 - 与謝野町字算所

## 路線状況
府道として管理されている区間は三河内から算所にかけて未開通区間となっているが、それぞれの端点から国道176号旧道をはじめとした与謝野町道を経由することで接続している。

### 重複区間
- 兵庫県道・京都府道705号中藤加悦線（与謝郡与謝野町字算所 - 与謝郡与謝野町字明石・明石交差点（終点））

### 道路施設

#### 橋梁
- 三村橋（野田川、与謝郡与謝野町）

## 地理
不通区間の起点側は幾地交差点から南下し、丘陵を越えながら野田川フォレストパーク口を通過して京都府立加悦谷高等学校の西方に至る。一方の終点側は東に向かって直線になっている。

### 通過する自治体
- 京都府
  - 与謝郡与謝野町

### 交差する道路
| 交差する道路                                                              | 交差する場所 | 交差する場所      |
| ------------------------------------------------------------------------- | ------------ | ----------------- |
| 京都府道・兵庫県道2号宮津養父線 京都府道76号野田川大宮線                  | 字幾地       | 幾地交差点 / 起点 |
| 未供用区間                                                                |              |                   |
| 兵庫県道・京都府道705号中藤加悦線 重複区間起点                            | 字算所       |                   |
| 京都府道803号加悦岩滝自転車道線                                           | 字三河内     |                   |
| 国道176号 / 加悦谷バイパス 兵庫県道・京都府道705号中藤加悦線 重複区間終点 | 字明石       | 明石交差点 / 終点 |

### 沿線
自然
- 野田川

史跡
- 地蔵山遺跡
- 香久山城跡

教育
- 京都府立加悦谷高等学校
- 与謝野町立三河内小学校
- 与謝野町立桑飼小学校
- 与謝野町立桑飼保育園

企業・商店
- 加悦谷ショッピングセンターウイル

余暇・観光
- 与謝野町民グラウンド、テニスコート
- 野田川フォレストパーク